# Helicopsyche braueri
Helicopsyche braueri là một loài Trichoptera trong họ Helicopsychidae. Chúng phân bố ở miền Australasia.